# Danh sách đô thị Anh
Đây là danh sách các thành phố và thị xã Anh. Theo truyền thống, tại Anh, Wales và Bắc Ireland, một đô thị là một khu định cư nhận được một hiến chương thành lập, được gọi là một hiến chương đô thị, do quốc vương phê chuẩn. Tuy nhiên, kể từ năm 1974, bất kể civil parish nào cũng có quyền tự tuyên bố là một thị xã.

## A
Abingdon, Accrington, Acton, Adlington, Alcester, Aldeburgh, Aldershot, Aldridge, Alford, Alfreton, Allendale, Alnwick, Alsager, Alston, Alton, Altrincham, Amble, Amersham, Amesbury, Ampthill, Andover, Appleby-in-Westmorland, Arlesey, Arundel, Ashbourne, Ashburton, Ashby-de-la-Zouch, Ashford, Ashington, Ashton-in-Makerfield, Ashton-under-Lyne, Askern, Aspatria, Atherstone, Attleborough, Axbridge, Axminster, Aylesbury, Aylsham

## B
Bacup, Bakewell, Baldock, Banbury, Barking, Barnard Castle, Barnet, Barnoldswick, Barnsley, Barnstaple, Barrow-in-Furness, Barton-upon-Humber, Basildon, Basingstoke, Bath, Batley, Battle, Bawtry, Beaconsfield, Beaminster, Bebington, Beccles, Bedale, Bedford, Bedlington, Bedworth, Beeston, Belper, Bentham, Berkhamsted, Berwick-upon-Tweed, Beverley, Bewdley, Bexhill-on-Sea, Bicester, Biddulph, Bideford, Biggleswade, Billericay, Bilston, Bingham, Bingley, Birkenhead, Birmingham, Bishop Auckland, Bishop's Castle, Bishop's Stortford, Bishop's Waltham, Blackburn, Blackheath, Blackpool, Blandford Forum, Bletchley, Bloxwich, Blyth, Bodmin, Bognor Regis, Bollington, Bolsover, Bolton, Bootle, Borehamwood, Boroughbridge, Boston, Bottesford, Bourne, Bournemouth, Brackley, Bracknell, Bradford, Bradford on Avon, Brading, Bradley Stoke, Bradninch, Braintree, Brentford, Brentwood, Bridgnorth, Bridgwater, Bridlington, Bridport, Brierley, Brierley Hill, Brigg, Brighouse, Brightlingsea, Brighton & Hove, Bristol, Brixham, Broadstairs, Bromley, Bromsgrove, Bromyard, Broseley, Brownhills, Buckfastleigh, Buckingham, Bude, Budleigh Salterton, Bungay, Buntingford, Burford, Burgess Hill, Burnham-on-Crouch, Burnham-on-Sea, Burnley, Burntwood, Burton Latimer, Burton upon Trent, Bury, Bury St Edmunds, Buxton

## C
Caistor, Calne, Camberley, Camborne, Cambridge, Camelford, Cannock, Canterbury, Carlisle, Carnforth, Carterton, Castle Cary, Castleford, Chadderton, Chagford, Chard, Charlbury, Chatham, Chatteris, Chelmsford, Cheltenham, Chesham, Cheshunt, Chester, Chesterfield, Chester-le-Street, Chichester, Chippenham, Chipping Campden, Chipping Norton, Chipping Ongar, Chipping Sodbury, Chorley, Christchurch, Church Stretton, Cinderford, Cirencester, Clacton-on-Sea, Cleator Moor, Cleckheaton, Cleethorpes, Cleobury Mortimer, Clevedon, Clitheroe, Clun, Coalville, Cockermouth, Coggeshall, Colchester, Coleford, Coleshill, Colne, Congleton, Conisbrough, Consett, Corbridge, Corby, Corsham, Cotgrave, Coventry, Cowes, Cramlington, Cranbrook, Craven Arms, Crawley, Crayford, Crediton, Crewe, Crewkerne, Cromer, Crook, Crowborough, Crowle, Crowthorne, Croydon, Cuckfield, Cullompton

## D
Dagenham, Dalton-in-Furness, Darlaston, Darley Dale, Darlington, Dartford, Dartmouth, Darwen, Daventry, Dawley, Dawlish, Deal, Denton, Derby, Dereham, Desborough, Devizes, Dewsbury, Didcot, Dinnington, Diss, Doncaster, Dorchester (Dorset), Dorking, Dover, Downham Market, Driffield, Dronfield, Droitwich Spa, Droylsden, Dudley, Dukinfield, Dunstable, Durham, Dursley

## E
Ealing, Earley, Easingwold, Eastbourne, East Grinstead, East Ham, Eastleigh, Eastwood, Edenbridge, Egham, Egremont, Ellesmere, Ellesmere Port, Ely, Enfield, Epping, Epsom, Epworth, Erith, Esher, Eston, Eton, Evesham, Exeter, Exmouth, Eye

## F
Failsworth, Fairford, Fakenham, Falmouth, Fareham, Faringdon, Farnborough, Farnham, Farnworth, Faversham, Featherstone, Felixstowe, Fenny Stratford, Ferndown, Ferryhill, Tập tiny, Filton, Fleet, Fleetwood, Flitwick, Folkestone, Fordingbridge, Fordwich, Fowey, Framlingham, Frinton-on-Sea, Frodsham, Frome

## G
Gainsborough, Garstang, Gateshead, Gillingham (Dorset), Gillingham (Kent), Glastonbury, Glossop, Gloucester, Godalming, Godmanchester, Goole, Gosport, Grange-over-Sands, Grantham, Gravesend, Grays, Great Dunmow, Great Torrington, Great Yarmouth, Grimsby, Guildford, Guisborough

## H
Hackney, Hadleigh, Hailsham, Halesowen, Halesworth, Halewood, Halifax, Halstead, Haltwhistle, Hammersmith, Harlow, Harpenden, Harrogate, Harrow, Hartlepool, Harwich, Haslemere, Hastings, Hatfield, Havant, Haverhill, Hawes, Haxby, Hayle, Haywards Heath, Heanor, Heathfield, Hebden Bridge, Heckmondwike, Hedon, Helmsley, Helston, Hemel Hempstead, Hemsworth, Henley-in-Arden, Henley-on-Thames, Hendon, Hereford, Herne Bay, Hertford, Hessle, Heswall, Hetton-le-Hole, Hexham, Heywood, Higham Ferrers, Highbridge, Highworth, High Wycombe, Hinckley, Hitchin, Hoddesdon, Holmfirth, Holsworthy, Honiton, Horley, Horncastle, Hornsea, Horsham, Horwich, Houghton-le-Spring, Hounslow, Hove, Howden, Hoylake, Hucknall, Huddersfield, Hugh Town, Hungerford, Hunstanton, Huntingdon, Hyde, Hythe (Hampshire), Hythe (Kent)

## I
Ilford, Ilfracombe, Ilkeston, Ilkley, Ilminster, Immingham, Ipswich, Irthlingborough, Ivybridge

## J
Jarrow

## K
Keighley, Kempston, Kendal, Kenilworth, Kesgrave, Keswick, Kettering, Keynsham, Kidderminster, Kidsgrove, Killingworth, Kimberley, Kingsbridge, King's Lynn, Kingston-upon-Hull, Kingston upon Thames, Kington, Kirkby, Kirkby-In-Ashfield, Kirkby Lonsdale, Kirkby Stephen, Kirkham, Kirton-in-Lindsey, Knaresborough, Knottingley, Knutsford

## L
Lancaster, Launceston, Leatherhead, Leamington Spa, Lechlade, Ledbury, Leeds, Leek, Leicester, Leigh, Leighton Buzzard, Leiston, Leominster, Letchworth, Lewes, Lewisham, Leyburn, Leyland, Leyton, Lichfield, Lincoln, Liskeard, Littlehampton, Liverpool, Loftus, London, Long Eaton, Longridge, Looe, Lostwithiel, Loughborough, Loughton, Louth, Lowestoft, Ludlow, Luton, Lutterworth, Lydd, Lydney, Lyme Regis, Lymington, Lynton, Lytchett Minster, Lytham St Annes

## M
Mablethorpe, Macclesfield, Madeley, Maghull, Maidenhead, Maidstone, Maldon, Malmesbury, Maltby, Malton, Malvern, Manchester, Manningtree, Mansfield, March, Margate, Market Deeping, Market Drayton, Market Harborough, Market Rasen, Market Warsop, Market Weighton, Marlborough, Marlow, Maryport, Matlock, Melksham, Melton Mowbray, Mexborough, Middleham, Middlesbrough, Middleton, Middlewich, Midhurst, Midsomer Norton, Millom, Milton Keynes, Minehead, Mirfield, Morecambe, Moretonhampstead, Moreton-in-Marsh, Morley, Morpeth, Mossley, Much Wenlock

## N
Nailsea, Nailsworth, Nantwich, Needham Market, Neston, Newark-on-Trent, Newbiggin-by-the-Sea, Newbury, Newcastle-under-Lyme, Newcastle-upon-Tyne, Newent, Newhaven, Newmarket, New Mills, New Milton, Newport (Isle of Wight), Newport (Shropshire), Newport Pagnell, Newquay, New Romney, Newton Abbot, Newton Aycliffe, Newton-le-Willows, Normanton, Northallerton, Northam, Northampton, Northleach, North Petherton, North Shields, North Walsham, Northwich, Norton Radstock, Norton-on-Derwent, Norwich, Nottingham, Nuneaton

## O
Oakengates, Oakham, Okehampton, Oldbury, Oldham, Ollerton, Olney, Ormskirk, Orpington, Ossett, Oswaldtwistle, Oswestry, Otley, Ottery St Mary, Oundle, Oxford

## P
Paddock Wood, Padstow, Paignton, Painswick, Peacehaven, Penistone, Penrith, Penryn, Penzance, Pershore, Peterborough, Peterlee, Petersfield, Petworth, Pickering, Plymouth, Pocklington, Pontefract, Polegate, Poole, Portishead, Portslade, Portsmouth, Potters Bar, Potton, Poulton-le-Fylde, Prescot, Preston, Princes Risborough, Prudhoe, Pudsey

## Q
Queenborough

## R
Ramsbottom, Ramsgate, Raunds, Rawtenstall, Rayleigh, Reading, Redcar, Redditch, Redhill, Redruth, Reeth, Reigate, Retford, Richmond (London), Richmond (Yorkshire), Rickmansworth, Ringwood, Ripley, Ripon, Robin Hood's Bay, Rochdale, Rochester, Rochford, Romford, Romsey, Ross-on-Wye, Rothbury, Rotherham, Rothwell, Rowley Regis, Royston, Royton, Rugby, Rugeley, Runcorn, Rushden, Ryde, Rye

## S
Saffron Walden, St Albans, St Austell, St Blazey, St Columb Major, St Helens, St Ives (Cambridgeshire), St Ives (Cornwall), St Neots, Salcombe, Sale, Salford, Salisbury, Saltash, Saltburn-by-the-Sea, Sandbach, Sandhurst, Sandown, Sandwich, Sandy, Sawbridgeworth, Saxmundham, Scarborough, Scunthorpe, Seaford, Seaton, Sedbergh, Sedgefield, Sedgley, Selby, Selsey, Settle, Sevenoaks, Shaftesbury, Shanklin, Shaw and Crompton, Sheerness, Sheffield, Shefford, Shepshed, Shepton Mallet, Sherborne, Sheringham, Shifnal, Shildon, Shipley, Shipston-on-Stour, Shoreham-by-Sea, Shrewsbury, Sidmouth, Silsden, Sittingbourne, Skegness, Skelmersdale, Skipton, Sleaford, Slough, Smethwick, Snaith, Snodland, Soham, Solihull, Somerton, Southall, Southam, Southampton, Southborough, South Elmsall, Southend-on-Sea, South Kirkby & Moorthorpe, South Molton, Southport, South Shields, Southwell, Southwold, South Woodham Ferrers, Sowerby Bridge, Spalding, Spennymoor, Spilsby, Stafford, Staines, Stainforth, Stalybridge, Stamford, Stanley, Stapleford, Staveley, Stevenage, Stockport, Stocksbridge, Stockton-on-Tees, Stoke-on-Trent, Stokesley, Stone, Stony Stratford, Stourbridge, Stourport-on-Severn, Stowmarket, Stow-on-the-Wold, Stratford-upon-Avon, Streatham, Stretford, Strood, Stroud, Sudbury, Sunderland, Sutton, Sutton Coldfield, Sutton-in-Ashfield, Swadlincote, Swaffham, Swanage, Swanley, Swindon, Swinton

## T
Tadcaster, Tadley, Tamworth, Taunton, Tavistock, Teignmouth, Telford, Tenbury Wells, Tenterden, Tetbury, Tewkesbury, Thame, Thatcham, Thaxted, Thetford, Thirsk, Thornaby, Thornbury, Thorne, Thrapston, Tickhill, Tilbury, Tipton, Tiverton, Todmorden, Tonbridge, Torpoint, Torquay, Totnes, Tottenham, Tottington, Totton and Eling, Towcester, Tring, Trowbridge, Truro, Tunbridge Wells, Twickenham

## U
Uckfield, Ulverston, Uppingham, Upton-upon-Severn, Uttoxeter, Uxbridge

## V
Ventnor, Verwood

## W
Wadebridge, Wadhurst, Wakefield, Wallasey, Wallingford, Walmer, Walsall, Waltham Abbey, Waltham Cross, Walthamstow, Walton-on-Thames, Walton-on-the-Naze, Wandsworth, Wantage, Ware, Wareham, Warminster, Warrington, Warwick, Washington, Watchet, Waterlooville, Watford, Wath-upon-Dearne, Watton, Wavertree, Wednesbury, Wednesfield, Wellingborough, Wellington (Somerset), Wellington (Shropshire), Wells, Wells-next-the-Sea, Welwyn Garden City, Wem, Wendover, West Bromwich, Westbury, Westerham, West Ham, Westhoughton, West Mersea, Westminster, Weston-super-Mare, Wetherby, Weybridge, Weymouth, Whaley Bridge, Whiston, Whitby, Whitchurch, Whitehaven, Whitley Bay, Whitnash, Whitstable, Whitworth, Wickford, Widnes, Wigan, Wigston, Willenhall, Wimbledon, Wimborne Minster, Wincanton, Winchcombe, Winchelsea, Winchester, Windermere, Windsor, Winsford, Winslow, Wisbech, Witham, Withernsea, Witney, Wivenhoe, Woburn, Woking, Wokingham, Wolverhampton, Wombwell, Woodbridge, Woodstock, Wooler, Woolwich, Wootton Bassett, Worcester, Workington, Worksop, Worthing, Wotton-under-Edge, Wymondham

## Y
Yarm, Yarmouth, Yate, Yateley, Yeadon, Yeovil, York